# Kenean Buel
Kenean Buel, noto anche come Keanan Buel, Keenan J. Buel, Keenan Buel (Springfield, 25 maggio 1880 – New York, 5 novembre 1948), è stato un regista statunitense.

## Biografia
Nato nel Kentucky, cominciò a lavorare per il teatro e poi per il cinema, a New York, per la Kalem Company come regista, protetto da Sidney Olcott. Fece parte del team della Kalem che girò numerosi film in Florida, per poi passare a lavorare in California. Diresse per la Kalem più di una cinquantina di film, molti interpretati da Alice Joyce.  Buel passò quindi alla Fox nel 1915 per la quale girò circa settanta film. Nel 1919, diresse per una compagnia indipendente. 
Il suo ultimo film risale al 1920.
Kenean Buel morì a New York nel 1948.

## Filmografia

### Regista
- As You Like It – cortometraggio (1908)
- Chief Blackfoot's Vindication – cortometraggio (1910)
- The Legend of Scar-Face – cortometraggio (1910)
- The Call of the Blood – cortometraggio (1910)
- The Japanese Spy – cortometraggio
- Spotted Snake's Schooling – cortometraggio
- Big Elk's Turndown – cortometraggio
- Mexican Filibusters – cortometraggio
- Slim Jim's Last Chance – cortometraggio
- By the Aid of a Lariat – cortometraggio (1911)
- The Express Envelope – cortometraggio
- The Flash in the Night – cortometraggio
- Two Spies – cortometraggio
- Battle of Pottsburg Bridge – cortometraggio
- A Spartan Mother – cortometraggio
- Victim of Circumstances – cortometraggio
- The Tide of Battle – cortometraggio
- War's Havoc – cortometraggio
- 'Fighting' Dan McCool – cortometraggio
- Under a Flag of Truce – cortometraggio (1912)
- The Drummer Girl of Vicksburg – cortometraggio
- The Filibusterers – cortometraggio
- The Bugler of Battery B – cortometraggio (1912)
- The Siege of Petersburg – cortometraggio

- Kentucky Girl (1912)
- Saved from Court Martial – cortometraggio (1912)
- The Darling of the CSA – cortometraggio (1912)
- A Railroad Lochinvar – cortometraggio
- The Confederate Ironclad – cortometraggio
- His Mother's Picture – cortometraggio

- The Girl in the Caboose – cortometraggio

- The Pony Express Girl (1912)
- Battle in the Virginia Hills – cortometraggio
- The Water Rights War (1912)
- The Farm Bully – cortometraggio
- A Race with Time – cortometraggio (1912)
- The Toll Gate Raiders – cortometraggio
- A Treacherous Shot – cortometraggio
- The Turning Point (1913)
- The Grim Toll of War – cortometraggio (1913)
- The Woe of Battle – cortometraggio
- The Battle of Bloody Ford – cortometraggio
- The Wartime Siren – cortometraggio (1913)
- The Exposure of the Land Swindlers – cortometraggio (1913)
- A Mississippi Tragedy – cortometraggio
- The Fire-Fighting Zouaves – cortometraggio
- The Fighting Chaplain – cortometraggio
- The Infamous Don Miguel – cortometraggio (1913)
- Captured by Strategy – cortometraggio
- John Burns of Gettysburg – cortometraggio
- The Gypsy's Brand – cortometraggio
- Shenandoah – cortometraggio (1913)
- Rounding Up the Counterfeiters – cortometraggio
- The Moonshiner's Mistake – cortometraggio
- A Virginia Feud – cortometraggio
- Shipwrecked – cortometraggio (1913)
- The Fatal Legacy – cortometraggio
- Retribution, regia di Kenean Buel – cortometraggio (1913)
- The Breath of Scandal – cortometraggio (1913)
- The Counterfeiter's Confederate – cortometraggio
- The Midnight Message – cortometraggio (1913)
- The Atheist – cortometraggio
- The Riddle of the Tin Soldier – cortometraggio
- Our New Minister – cortometraggio
- The Hunchback – cortometraggio (1913)
- Uncle Tom's Cabin, co-regia di Sidney Olcott – cortometraggio (1913)
- An Unseen Terror – cortometraggio
- Wolfe; Or, The Conquest of Quebec – cortometraggio
- Nina o' the Theatre – cortometraggio (1914)
- Home Run Baker's Double – cortometraggio (1914)
- The Weakling  – cortometraggio (1914)
- The Beast – cortometraggio  (1914)
- Kit, the Arkansaw Traveler – cortometraggio (1914)
- The Old Army Coat – cortometraggio (1914)
- The Brand – cortometraggio (1914)
- The Mystery of the Sleeping Death – cortometraggio (1914)
- The Green Rose – cortometraggio (1914)
- The Viper – cortometraggio (1914)
- Fate's Midnight Hour – cortometraggio (1914)
- The Girl and the Stowaway – cortometraggio (1914)
- The Lynbrook Tragedy – cortometraggio (1914)
- The Riddle of the Green Umbrella – cortometraggio  (1914)
- The Theft of the Crown Jewels – cortometraggio (1914)
- The Price of Silence – cortometraggio (1914)
- The School for Scandal – cortometraggio (1914))
- The Mayor's Secretary – cortometraggio (1914)
- Cast Up by the Sea – cortometraggio (1915)
- The Leech – cortometraggio (1915)
- The Swindler – cortometraggio (1915)
- Her Supreme Sacrifice – cortometraggio (1915)
- The White Goddess – cortometraggio (1915)
- Unfaithful to His Trust– cortometraggio (1915)
- The Girl of the Music Hall – cortometraggio (1915)
- The Second Commandment – cortometraggio (1915)
- The Face of the Madonna – cortometraggio (1915)
- An Innocent Sinner – cortometraggio (1915)
- The Lure of Mammon – cortometraggio (1915)
- Wife for Wife – cortometraggio (1915)
- When the Mind Sleeps – cortometraggio
- The Bondwoman – cortometraggio
- The Runaway Wife – cortometraggio
- The Marble Heart – cortometraggio (1916)
- Blazing Love – cortometraggio (1916)
- Hypocrisy – cortometraggio (1916)
- Daredevil Kate – cortometraggio
- The War Bride's Secret – cortometraggio
- The Bitter Truth – cortometraggio
- The New York Peacock – cortometraggio
- She – cortometraggio (1917)
- Two Little Imps – cortometraggio (1917)
- Trouble Makers – cortometraggio (1917)
- American Buds – cortometraggio (1918)
- We Should Worry – cortometraggio (1918)
- Doing Their Bit – cortometraggio (1918)
- The Woman Who Gave  – cortometraggio (1918)
- Woman, Woman! – cortometraggio (1919)
- A Fallen Idol – cortometraggio (1919)
- My Little Sister – cortometraggio (1919)
- The Veiled Marriage – cortometraggio
- The Place of the Honeymoons – cortometraggio

### Sceneggiatore
- Home Run Baker's Double
- Unfaithful to His Trust, regia di Kenean Buel (1915)
- Trouble Makers, regia di Kenean Buel (1917)
- American Buds, regia di Kenean Buel (1918)
- We Should Worry, regia di Kenean Buel (1918)
- Doing Their Bit, regia di Kenean Buel (1918)
- The Woman Who Gave, regia di Kenean Buel (1918)
- Woman, Woman!, regia di Kenean Buel (1919)
- My Little Sister, regia di Kenean Buel (1919)